# Мокохинау
Мокохинау (англ. Mokohinau Islands) — маленький необитаемый архипелаг восточнее полуострова Окленд, административно относится к региону Окленд.

## География
Острова расположены в 40 км восточнее архипелага Хен и Чикенс и около 20 км северо-западнее от северной оконечности острова Грейт-Барриер. Как и Хен и Чекенс, архипелаг является ареалом редких видов флоры и фауны. Доступ на острова ограничен, для посещения необходимо разрешение.
На острове Бёрджесс расположен маяк, построенный в 1883 году и автоматизированный в 1980 году, свет от которого виден на расстоянии до 35 км. Высота строения — 52 м над уровнем моря.